# جون سكوت (عالم اجتماع)
جون سكوت (بالإنجليزية: John Scott)‏ هو عالم اجتماع بريطاني، ولد في 1949.